# Vincent Claude Corbel
Pour les articles homonymes, voir Corbel.
Vincent Claude Corbel du Squirio, né le 4 mars 1749 à Baud (province de Bretagne, actuel département du Morbihan), mort le 19 janvier 1825, est un homme politique de la Révolution française. 

## Biographie
Il est d'une famille de judicature de Baud, où il occupe lui-même les fonctions de sénéchal.

### Mandat à la Législative
La France devient une monarchie constitutionnelle en application de la constitution du 3 septembre 1791.
Le même mois, Vincent Claude Corbel, alors juge au tribunal de Pontivy, est élu député du département du Morbihan, le cinquième sur huit, à l'Assemblée nationale législative. 
Il siège sur les bancs de la gauche de l'Assemblée. En février 1792, il vote en faveur de la mise en accusation de Bertrand de Molleville, le ministre de la Marine. En août, il vote en faveur de la mise en accusation du marquis de La Fayette. 

### Mandat à la Convention
La monarchie prend fin à l'issue de la journée du 10 août 1792 : les bataillons de fédérés bretons et marseillais et les insurgés des faubourgs de Paris : Louis XVI est suspendu et incarcéré, avec sa famille, à la tour du Temple.
En septembre 1792, Claude Vincent Corbel est réélu député du Morbihan, le troisième sur huit, à la Convention nationale.
Il siège sur les bancs de la Gironde. Lors du procès de Louis XVI, il vote « la détention, comme otage, sauf des mesures ultérieures » mais se prononce contre l'appel au peuple et contre le sursis à l'exécution de la peine. Le 13 avril 1793, il vote en faveur de la mise en accusation de Jean-Paul Marat. Le 28 mai, il vote en faveur du rétablissement de la Commission des Douze. 
Le 3 octobre 1793, après le rapport de Jean-Pierre-André Amar (député de l'Isère), membre du Comité de sûreté générale, Corbel fait partie des députés décrétés d'arrestation pour avoir signé la protestation contre les journées du 31 mai et du 2 juin. Lui et les autres protestataires sont libérés et réintégrés à leur poste de député le 18 frimaire an III (le 8 décembre 1794). 

### Du mandat aux Anciens à la Restauration
Sous le Directoire, Vincent Claude Corbel est réélu député et siège au Conseil des Anciens. Il est tiré au sort pour quitter le Conseil le 1er prairial an V (le 20 mai 1797).
Sous l'Empire, il devient, en février 1806, membre de la cour criminelle du Morbihan, jusqu'à la réorganisation de 1811 (mars), puis président du tribunal prévôtal des douanes à Lorient. Après la Seconde Restauration, il est exilé comme ayant signé l’acte additionnel et régicide (loi du 12 janvier 1816), mais est amnistié le 25 novembre 1818, et revient mourir dans son pays natal.
Il est inhumé à Baud.

## Mandats
- 01/09/1791 - 20/09/1792 : Morbihan - Gauche
- 17/09/1792 - 26/10/1795 : Morbihan – Plaine

## Travaux législatifs
- Vincent-Claude Corbel, Convention nationale. Opinion de Vincent-Claude Corbel,... prononcée à la séance du 16 janvier 1793... dans le jugement de Louis Capet, ci-devant roi des Français. Imprimée par ordre de la Convention nationale, Paris, Impr. nationale, s. d., 2 p. (BNF 30268730)
- Nicolas François Blaux, Pierre-Joseph-Denis-Guillaume Faure, Vincent Claude Corbel, Jean Claude Chastellain, Roch Pierre François Lebreton et Jean-Baptiste Michel Saladin, Les représentans du peuple, détenus à la maison d'arrêt des Ecossais, en exécution du décret de la Convention nationale, du 3 octobre 1793, (v. s.) a leurs collegues les représentans du peuple, siégeant à la Convention nationale, et au peuple français., Paris, De l'imprimerie de F. Porte, rue J. J. Rousseau, n°. 11, vis-à-vis de la poste., 1794, 28 p. (BNF 36309188)